# لوسي أغنيس سميث
لوسي أغنيس سميث (بالإنجليزية: Lucy Agnes Smyth)‏ هي ثورية أيرلندية، ولدت في 1882 في دبلن في جمهورية أيرلندا، وتوفي بنفس المكان في 1972.